# Los Reyes Quiahuixtlan
Los Reyes Quiahuixtlan es una de las 12 localidades que conforman al municipio de San Juan Totolac en el estado de Tlaxcala. El pueblo de Los Reyes Quiahuixtlán está situado a 1.7 kilómetros de la cabecera municipal y es la localidad más poblada del municipio, en dirección Sudeste.
Los Reyes Quiahuixtlan es un lugar muy atractivo para hacer senderismo, dar paseos en bicicleta y disfrutar en familia de sus grandes áreas verdes.

## Toponimia
La palabra Quiahuixtlan significa "Lugar de la lluvia y gente de la lluvia"

## Historia
Quihuixtlan formaba parte de los cuatro señoríos que conformaban Tlaxcala. Su sistema de gobierno era confederado, lo que permitía a cada cabecera conservar cierta autonomía mientras colaboraban en decisiones clave, como la guerra y las alianzas. Los gobernantes de Quihuixtlan destacaban por su habilidad militar y estratégica, jugando un papel crucial en la defensa de Tlaxcala frente a sus enemigos tradicionales, los mexicas.

## Fiestas y costumbres
En esta comunidad se celebra con devoción a Los 3 Reyes Magos el día 6 de enero. Los habitantes preparan mole, organizan la quema de castillos y disfrutan de toritos pirotécnicos como parte de los festejos.

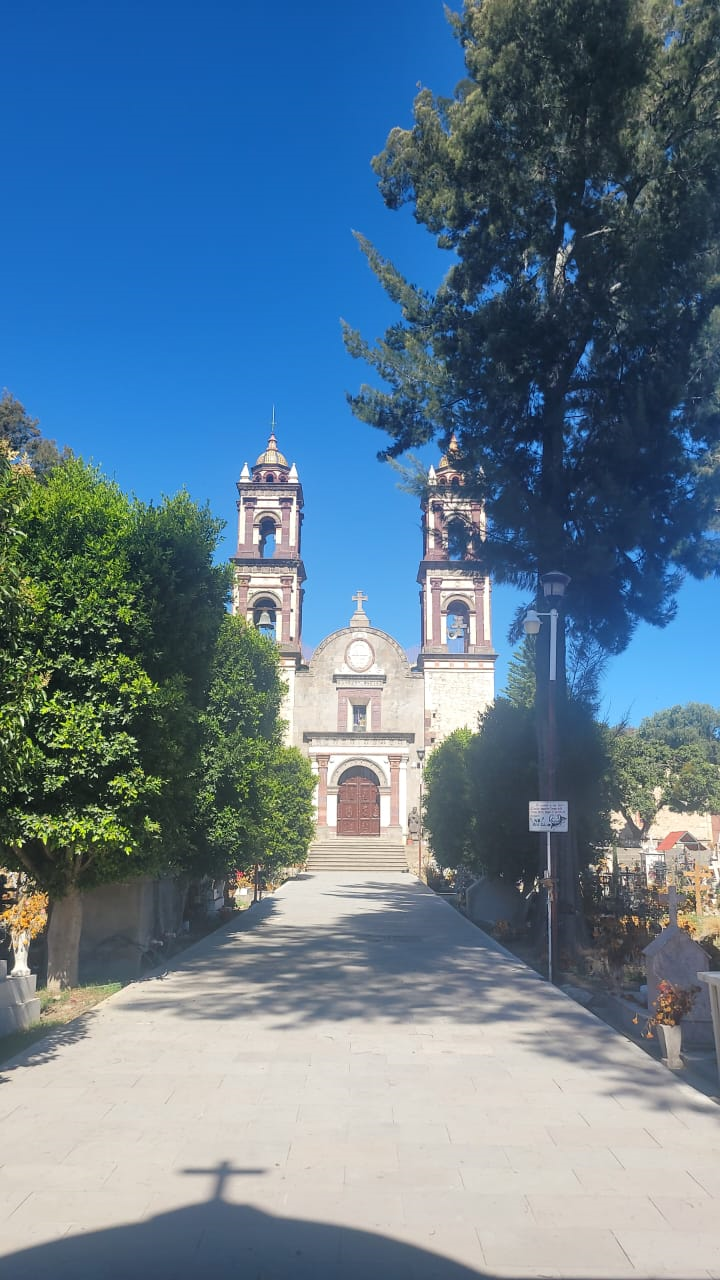
Iglesia de la comunidad de Los Reyes Quiahuixtlan del municipio de Totolac en el estado de Tlaxcala

## Arte rupestre
Existe evidencia de arte rupestre ubicada en la ladera de una cueva ubicada cerca del paraje denominado "Los Molinos".

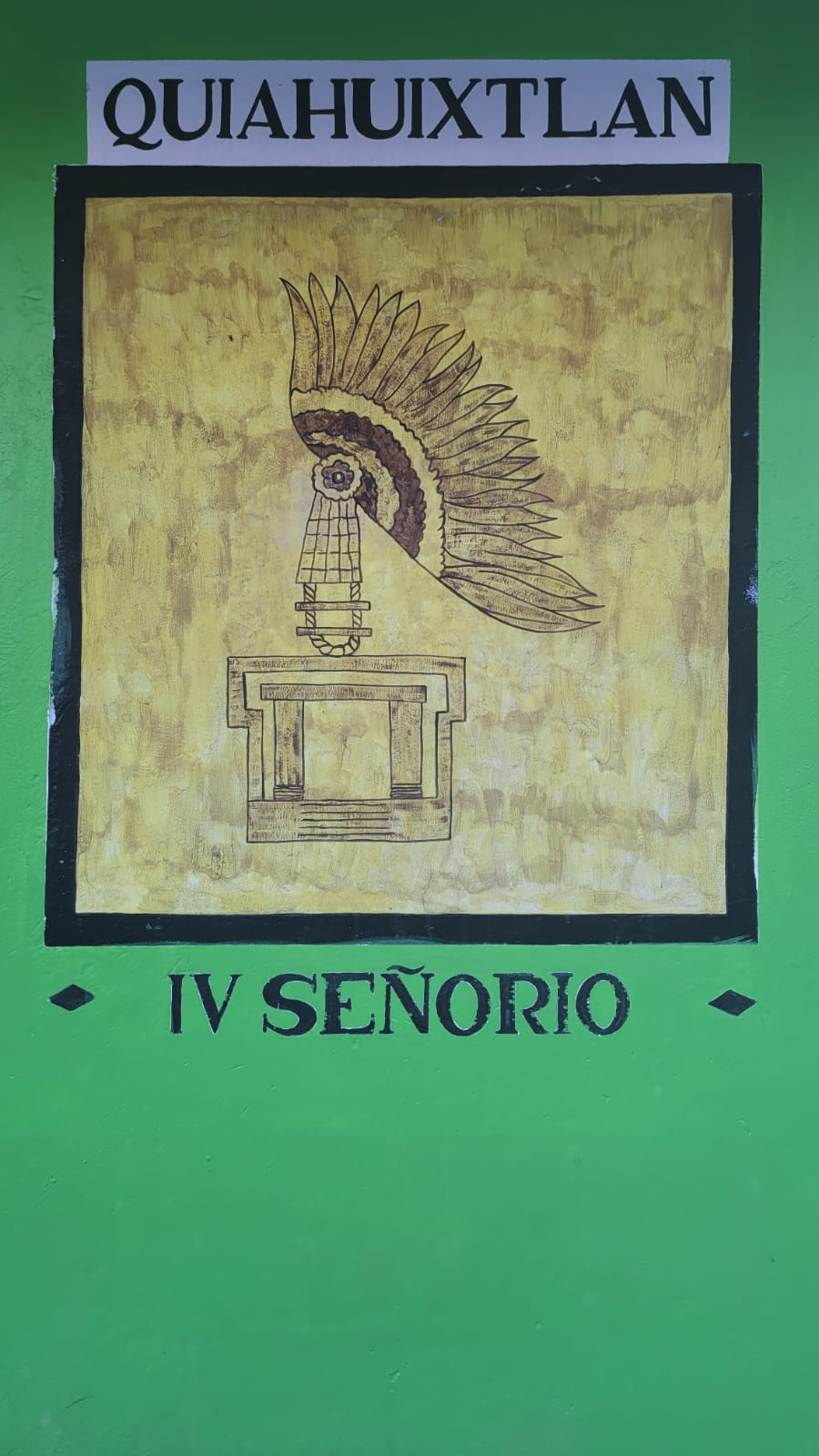
Escudo de los Reyes Quiahuixtlan